# Galliera Veneta
Galliera Veneta – miejscowość i gmina we Włoszech, w regionie Wenecja Euganejska, w prowincji Padwa.
Według danych na rok 2004 gminę zamieszkiwało 6614 osób, 734,9 os./km².